# Anže Lanišek
Anže Lanišek, né le 20 avril 1996 à Ljubljana, est un sauteur à ski slovène.

## Carrière
Il participe à ses premières compétitions FIS en 2010. Il concourt régulièrement dans la Coupe continentale à partir de la saison 2011-2012, durant laquelle il obtient son premier succès à Bischofshofen. Cela suit juste sa victoire individuelle aux Jeux olympiques de la jeunesse à Innsbruck. En 2012, il se classe aussi neuvième aux Championnats du monde junior à Erzurum.
Il fait ses débuts en Coupe du monde en mars 2014 à Planica. À l'entame de la saison 2014-2015, il inscrit déjà ses premiers points dans cette compétition avec une 21e place à Klingenthal.
Lors de la Coupe du monde 2015-2016, il se retrouve sur le podium après une deuxième place par équipes à Klingenthal avant de s'illustrer en individuel à Nijni Taguil, où il obtient une quatrième place et une septième place.
Plus tard dans l'hiver, il concourt aux Championnats du monde de vol à ski, terminant douzième en individuel et quatrième par équipes.
Il prend part à ses premiers championnats du monde à Lahti en 2017, où il se classe 36e au grand tremplin. Il est ensuite deuxième du classement général du Grand Prix d'été, où il s'impose deux fois à Tchaïkovski. Pour la saison 2017-2018, il est relégué dans l'équipe pour la Coupe continentale et loupe donc les Jeux olympiques de Pyeongchang, avant de revenir dans la Coupe du monde la saison suivante (30e du classement général).
Il parvient finalement à monter sur son premier podium individuel en Coupe du monde en fin d'année 2019 à Wisła, avant de se classer troisième à Ruka.
Lors de la saison 2020-2021, après une troisième place à Engelberg, il gagne son deuxième titre consécutif de champion de Slovénie, puis obtient son premier podium sur une manche de la Tournée des quatre tremplins à Innsbruck.

## Palmarès

### Jeux olympiques
| Épreuve / Édition | Pékin 2022 |
| Petit tremplin    | 12e        |
| Grand tremplin    | -          |
| Par équipes       | -          |
| Par équipes mixte | -          |

### Championnats du monde
| Épreuve / Édition | Épreuve / Édition | Lahti 2017 | Seefeld 2019 | Oberstdorf 2021 | Planica 2023 | Trondheim 2025 |
| Petit tremplin    | Petit tremplin    | -          | -            | Bronze          | 9e           | 8e             |
| Grand tremplin    | Grand tremplin    | 36e        | 35e          | 5e              | 11e          | 4e             |
| Par équipes       | Par équipes       | 5e         | 6e           | 5e              | Or           | Or             |
| Par équipes mixte | Par équipes mixte | 4e         | -            | 4e              | Bronze       | Argent         |

### Championnats du monde de vol à ski
| Épreuve / Édition | Tauplitz 2016 | Planica 2020 | Vikersund 2022 |
| Individuel        | 12e           | 12e          | 5e             |
| Par équipes       | 4e            | 4e           | Or             |

### Coupe du monde
- Meilleur classement général : 3e en 2023.
- 3e de la Tournée des quatre tremplins 2022-2023.
- 38 podiums individuels : 8 victoires, 19 deuxièmes places et 11 troisièmes places.
- 12 podiums par équipes : 2 victoires, 6 deuxièmes places et 4 troisièmes places.
- 1 podium par équipes mixte : 1 victoire.
- 2 podium en Super Team : 2 victoire.

#### Différents classements en Coupe du monde
| Année     | Classement général final |
| 2014-2015 | 62e                      |
| 2015-2016 | 25e                      |
| 2016-2017 | 33e                      |
| 2018-2019 | 30e                      |
| 2019-2020 | 15e                      |
| 2020-2021 | 9e                       |
| 2021-2022 | 7e                       |
| 2022-2023 | 3e                       |
| 2023-2024 | 14e                      |
| 2024-2025 | 4e                       |

#### Victoires individuelles
| Année     | Lieu                                                                           |
| 2021-2022 | Ruka (Finlande)                                                                |
| 2022-2023 | Ruka (Finlande) Titisee-Neustadt (Allemagne) Engelberg (Suisse) Oslo (Norvège) |
| 2023-2024 | Garmisch-Partenkirchen (Allemagne)                                             |
| 2024-2025 | Lahti (Finlande) Planica (Slovénie)                                            |

### Jeux européens
- Médaille de bronze en tremplin normal par équipe mixte aux Jeux européens de 2023

### Jeux olympiques de la jeunesse
- Médaille d'or au concours individuel en 2012.
- Médaille d'argent au concours par équipes en 2012.

### Festival olympique de la jeunesse européenne
- Médaille d'or au concours par équipes en 2013.
- Médaille d'argent au concours individuel en 2013.
- Médaille d'argent au concours par équipes mixtes en 2013.

### Coupe continentale
- Meilleur classement général : 3e en 2015.
- 24 podiums, dont 10 victoires.

Palmarès au 9 février 2021

### Grand prix
- 2e du classement général en 2017.
- 4 podiums individuels, dont 3 victoires.

En date de 2019